# Hello My Love (singolo)
Hello My Love è un singolo del gruppo pop irlandese Westlife, pubblicato nel 2019.
Il brano è stato scritto da Ed Sheeran e Steve Mac.

## Tracce
- Download digitale

1. Hello My Love – 3:34

- CD

1. Hello My Love – 3:34
2. Hello My Love (instrumental) – 3:34

## Formazione
- Kian Egan
- Mark Feehily
- Nicky Byrne
- Shane Filan